# Sergio Lauricella
Sergio Lauricella (Napoli, 19 giugno 1921 – Genova, 2 maggio 2008) è stato un direttore d'orchestra e compositore italiano.

## Biografia
Diplomatosi in composizione al Conservatorio Santa Cecilia di Roma con Ildebrando Pizzetti e Goffredo Petrassi si perfezionò come direttore d'orchestra con Herbert von Karajan presso il Mozarteum di Salisburgo. Nel 1948 vinse la medaglia di bronzo al Concorso delle Olimpiadi dell'Arte  di Londra con la sua Toccata per pianoforte. Dal 1979 al 1991 fu direttore del Conservatorio Niccolò Paganini di Genova dove era entrato nel 1953 come insegnante di composizione. Tra i suoi allievi degni di menzione si citano oltre al suo figlio Massimo Lauricella, Federico Ermirio, Gian Piero Reverberi e Massimiliano Damerini.

## Opere
- Toccata per pianoforte;
- Ouverture per orchestra (dedicata a Roberto Caggiano);
- Il lamento di Doña Blanca de Bivar;
- Nuances;
- Salmo 3. per coro, pianoforte e ottoni.